# Cavallirio
Cavallirio (piemontiul: Cavalij vagy Cavalin) település Olaszországban, Piemont régióban, Novara megyében. Lakosainak száma 1299 fő (2023. január 1.). Cavallirio Boca, Cureggio, Fontaneto d’Agogna, Prato Sesia és Romagnano Sesia községekkel határos.

## Népesség
A település lakossága az elmúlt években az alábbi módon változott:
| Lakosok száma | 1340 | 1335 | 1299 |
|               | 2017 | 2018 | 2023 |